# Brugdedalen
Brugdeladen (norwegisch für Riesenhaital) ist ein Tal im ostantarktischen Königin-Maud-Land. In der Gjelsvikfjella liegt es in der Umgebung der Troll-Station.
Wissenschaftler des Norwegischen Polarinstituts benannten es 2007 in Anlehnung an die Benennung des benachbarten Gebirgskamms Brugda.